# Seznam hlav států v roce 2013
V seznamu hlav států v roce 2013 jsou uvedeni nejvyšší představitelé všech nezávislých států, kteří vládli v roce 2013. Seznam je seřazen abecedně podle světadílů. Jsou zde uvedeny nejvyšší hlavy států (prezidenti, králové, atd.) a předsedové vlád (pokud taková funkce existuje), případně i další významné státní funkce (typicky generální guvernér zastupující britskou královnu nebo faktické hlavy států, pokud se liší od nominálních hlav).
V seznamu je uvedeno i několik území se sporným mezinárodním postavením, která jsou de facto nezávislá, de iure jsou ale součástí některého jiného státu.

## Afrika
| Název státu                  | Státní vlajka | Hlava státu | Předseda vlády                                                                                           |
| ---------------------------- | ------------- | --- | --- |
| Alžírsko                     |               | prezident Abdelazíz Buteflika | Abdelmalek Sellal                                                                                        |
| Angola                       |               | prezident José Eduardo dos Santos | José Eduardo dos Santos                                                                                  |
| Benin                        |               | prezident Yayi Boni | Pascal Koupaki                                                                                           |
| Botswana                     |               | prezident Ian Khama | Ian Khama                                                                                                |
| Burkina Faso                 |               | prezident Blaise Compaoré | Luc Adolphe Tiao                                                                                         |
| Burundi                      |               | prezident Pierre Nkurunziza | Pierre Nkurunziza                                                                                        |
| Čad                          |               | prezident Idriss Déby | Emmanuel Nadingar (do 21. 1.) Djimrangar Dadnadji (21. 1. – 21. 11.) Kalzeubé Pahimi Deubet (od 21. 11.) |
| DR Kongo                     |               | prezident Joseph Kabila | Augustin Matata Ponyo Mapon                                                                              |
| Džibutsko                    |               | prezident Ismaïl Omar Guelleh | Dileita Mohamed Dileita (do 1. 4.) Abdoulkader Kamil Mohamed (od 1. 4.)                                  |
| Egypt                        |               | prezident Muhammad Mursí (do 3. 7.), sesazen vojenským převratem Prozatímní prezident Adli Mansourd (od 3. 7.)                                                                              | Hisham Qandil (do 16. 7.) Hazem al-Beblawi (od 16. 7.)                                                   |
| Eritrea                      |               | prezident Isaias Afwerki | Isaias Afwerki                                                                                           |
| Etiopie                      |               | prezident Girma Wolde-Giorgis (do 7. 10.) prezident Mulatu Teshome Wirtu (od 7. 10.) | Haile Mariam Desalagne                                                                                   |
| Gabon                        |               | prezident Ali Bongo Ondimba | Paul Biyoghé Mba                                                                                         |
| Gambie                       |               | prezident Yahya Jammeh | Yahya Jammeh                                                                                             |
| Ghana                        |               | prezident John Dramani Mahama | John Dramani Mahama                                                                                      |
| Guinea                       |               | prezident Alpha Condé | Alpha Condé                                                                                              |
| Guinea-Bissau                |               | prozatímní prezident Manuel Serifo Nhamadjo | Rui Duarte de Barros                                                                                     |
| Jihoafrická republika        |               | prezident Jacob Zuma | Jacob Zuma                                                                                               |
| Jižní Súdán                  |               | prezident Salva Kiir Mayardit | Salva Kiir Mayardit                                                                                      |
| Kamerun                      |               | prezident Paul Biya | Philémon Yang                                                                                            |
| Kapverdy                     |               | prezident Jorge Carlos Fonseca | José Maria Neves                                                                                         |
| Keňa                         |               | prezident Mwai Kibaki (do 9. 4.) prezident Uhuru Kenyatta (od 9. 4.) | Raila Odinga                                                                                             |
| Komory                       |               | prezident Ikililou Dhoinine | Ikililou Dhoinine                                                                                        |
| Lesotho                      |               | král Letsie III. | Tom Thabane                                                                                              |
| Libérie                      |               | prezidentka Ellen Johnsonová-Sirleafová | Ellen Johnsonová-Sirleafová                                                                              |
| Libye                        |               | Předseda národního kongresu Muhammad al-Megarif (do 28. 5.) Prozatímní Předseda národního kongresu Giuma Attaiga (28. 5. – 25. 6.) Předseda národního kongresu Nouri Abusahmain (od 25. 6.) | Ali Zidan                                                                                                |
| Madagaskar                   |               | prezident Andry Rajoelina | Omer Beriziky                                                                                            |
| Malawi                       |               | prezidentka Joyce Bandaová | Joyce Bandaová                                                                                           |
| Mali                         |               | prozatímní prezident Dioncounda Traoré (do 4. 9.) prezident Ibrahim Boubacar Keïta (od 4. 9.)                                                                                               | Django Sissoko prozatímní (do 5. 9.) Oumar Tatam Ly (od 5. 9.)                                           |
| Maroko                       |               | král Mohamed VI. | Abdelilah Benkirane                                                                                      |
| Mauricius                    |               | prezident Rajkeswur Purryag | Navin Ramgoolam                                                                                          |
| Mauritánie                   |               | prezident Mohamed Ould Abdel Aziz | Moulaye Ould Mohamed Laghdaf                                                                             |
| Mosambik                     |               | prezident Armando Guebuza | Alberto Vaquina                                                                                          |
| Namibie                      |               | prezident Hifikepunye Pohamba | Nahas Angula                                                                                             |
| Niger                        |               | prezident Mahamadou Issoufou | Brigi Rafini                                                                                             |
| Nigérie                      |               | prezident Goodluck Jonathan | Goodluck Jonathan                                                                                        |
| Pobřeží slonoviny            |               | prezident Alassane Ouattara | Daniel Kablan Duncan                                                                                     |
| Republika Kongo              |               | prezident Denis Sassou-Nguesso | Isidore Mvouba                                                                                           |
| Rovníková Guinea             |               | prezident Teodoro Obiang Nguema Mbasogo | Vicente Ehate Tomi                                                                                       |
| Rwanda                       |               | prezident Paul Kagame | Pierre Damien Habumuremyi                                                                                |
| Senegal                      |               | prezident Macky Sall | Abdoul Mbaye (do 3. 9.) Aminata Touré (od 3. 9.)                                                         |
| Seychely                     |               | prezident James Michel | James Michel                                                                                             |
| Sierra Leone                 |               | prezident Ernest Bai Koroma | Ernest Bai Koroma                                                                                        |
| Somálsko                     |               | prezident Hassan Sheikh Mohamud | Abdiweli Mohamed Ali                                                                                     |
| Středoafrická republika      |               | prezident François Bozizé (do 23. 3.,opustil zemi po převratu) prezident Michel Djotodia (od 23. 3.)                                                                                        | Faustin-Archange Touadéra                                                                                |
| Súdán                        |               | prezident Umar al-Bašír | Umar al-Bašír                                                                                            |
| Svatý Tomáš a Princův ostrov |               | prezident Fradique de Menezes | Joaquim Rafael Branco                                                                                    |
| Svazijsko                    |               | král Mswati III. | Barnabas Sibusiso Dlamini                                                                                |
| Tanzanie                     |               | prezident Ali Mohamed Shein | Mizengo Pinda                                                                                            |
| Togo                         |               | prezident Faure Gnassingbé | Kwesi Ahoomey-Zunu                                                                                       |
| Tunisko                      |               | prezident Munsif Marzúkí | Hamadi Jebali (do 14. 3.) Ali Larayedh (od 14. 3.)                                                       |
| Uganda                       |               | prezident Yoweri Museveni | Apolo Nsibambi Amama Mbabazi                                                                             |
| Zambie                       |               | prezident Michael Sata | Michael Sata                                                                                             |
| Zimbabwe                     |               | prezident Robert Mugabe | Morgan Tsvangirai (do 11. 9.), poté funkce neobsazena                                                    |

## Asie
| Název státu             | Státní vlajka | Hlava státu | Předseda vlády |
| ----------------------- | ------------- | --- | --- |
| Afghánistán             |               | prezident Hamíd Karzáí | Hamíd Karzáí |
| Arménie                 |               | prezident Serž Sarkisjan | Tigran Sargsjan |
| Ázerbájdžán             |               | prezident Ilham Alijev | Artur Rasizada |
| Bahrajn                 |               | král Hamad bin Ísá Ál Chalífa | Chalífa ibn Salmán Al Chalífa                                                                                              |
| Bangladéš               |               | prezident Zillur Rahman (do 20. 3., zemřel) dočasný prezident Abdul Hamid (od 20. 3. – 24. 4.) prezident Abdul Hamid (od 24. 4.) | Šajch Hasína Vadžídová |
| Bhútán                  |               | král Džigme Khesar Namgjel Wangčhug                                                                                              | Džigme Thinley |
| Brunej                  |               | sultán Hassanal Bolkiah | Hassanal Bolkiah |
| Čína                    |               | prezident Chu Ťin-tchao (do 14. 3.) prezident Si Ťin-pching (od 14. 3.)                                                          | Wen Ťia-pao (do 15. 3.) Li Kche-čchiang (od 15. 3.)                                                                        |
| Filipíny                |               | prezident Benigno Aquino III | Benigno Aquino III |
| Gruzie                  |               | prezident Michail Saakašvili (do 17. 11.) prezident Giorgi Margvelašvili (od 17. 11.)                                            | Bidzina Ivanishvili (do 20. 11.) Irakli Garibašvili (od 20.11.)                                                            |
| Indie                   |               | prezident Pranab Mukherdží | Manmohan Singh |
| Indonésie               |               | prezident Susilo Bambang Yudhoyono                                                                                               | Susilo Bambang Yudhoyono                                                                                                   |
| Irák                    |               | prezident Džalál Talabání | Džavad Maliki |
| Írán                    |               | duchovní vůdce (faktická hlava státu) Sajjid Alí Chameneí                                                                        | prezident (nominální hlava státu): Mahmúd Ahmadínežád (do 3. 8.) prezident (nominální hlava státu) Hasan Rúhání (od 3. 8.) |
| Izrael                  |               | prezident Šimon Peres | Benjamin Netanjahu |
| Japonsko                |               | císař Akihito | Šinzó Abe |
| Jemen                   |               | prezident Abdu Rabu Mansour Hadi                                                                                                 | Muhammad Salim Basindwah                                                                                                   |
| Jižní Korea             |               | prezident Lee Myung Bak (do 25. 2.) prezidentka Pak Kun-hje (od 25. 2.)                                                          | Kim Hwang Sik (do 26. 2.) Chung Hong Won (od 26. 2.)                                                                       |
| Jordánsko               |               | král Abdalláh II. | Abdullah Ensour |
| Kambodža                |               | král Norodom Sihamoni | Hun Sen |
| Katar                   |               | emír Hamad bin Chalífa Ál Thání (do 25. 6.) emír Hamád Ibn Džásim Ibn Džaber as-Sání (od 25. 6.)                                 | Hamád Ibn Džásim Ibn Džaber as-Sání (do 26. 6.) Sheikh Abdullah ibn Nasser ibn Khalifah Al Thani (od 26. 6.)               |
| Kazachstán              |               | prezident Nursultan Nazarbajev                                                                                                   | Serik Akhmetov |
| Kuvajt                  |               | emír Sabah al-Ahmad al-Džábir al-Sabah                                                                                           | Sheikh Jabir Mubarak Al Hamad Al Sabah                                                                                     |
| Kyrgyzstán              |               | prezident Almazbek Atambajev | Zhantoro Satybaldiyev |
| Laos                    |               | prezident Čumaly Sayason | Thongsing Thammavong |
| Libanon                 |               | prezident Michel Sulajmán | Nadžíb Míkátí |
| Malajsie                |               | král Tuanku Abdul Halim Muadzam Shah ibni al-Marhum Sultan Badlishah                                                             | Najib Tun Razak |
| Maledivy                |               | prezident Mohammed Waheed Hassan (do 17. 11.) prezident Abdulla Yameen (od 17. 11.)                                              | Mohammed Waheed Hassan (do 17. 11.) Abdulla Yameen (od 17. 11.)                                                            |
| Mongolsko               |               | prezident Cachjagín Elbegdordž                                                                                                   | Norov Altankhuyag |
| Myanmar                 |               | prezident Thein Sein | Thein Sein |
| Nepál                   |               | prezident Rám Baran Jádav | Baburam Bhattarai (do 14. 3.) Khil Raj Regmi (od 14. 3.)                                                                   |
| Omán                    |               | sultán Kábús bin Saíd bin Tajmúr as-Saíd                                                                                         | Kábús bin Saíd bin Tajmúr as-Saíd                                                                                          |
| Pákistán                |               | prezident Ásif Alí Zardárí (do 9. 9.) prezident Mamnún Husajn (od 9. 9.)                                                         | Raja Pervez Ashraf (do 25. 3.) Mir Hazar Khan Khoso (25. 3. – 5. 6., dočasný) Naváz Šaríf (od 5. 6.)                       |
| Saúdská Arábie          |               | král Abd Alláh bin Abd al-Azíz                                                                                                   | Abd Alláh bin Abd al-Azíz                                                                                                  |
| Severní Korea           |               | prezident Kim Čong-un | Čche Jong-rim (do 1. 4.) Pak Pong Ju (od 1. 4.)                                                                            |
| Singapur                |               | prezident Tony Tan | Lee Hsien Loong |
| Spojené arabské emiráty |               | emír Chalífa bin Sajíd Al Nahaján                                                                                                | Muhammad bin Rášid Ál Maktúm                                                                                               |
| Sýrie                   |               | prezident Bašár al-Asad | Wá'il al-Halkí |
| Srí Lanka               |               | prezident Mahinda Rajapaksa | D. M. Jayaratne |
| Tádžikistán             |               | prezident Emomalii Rachmon | Oqil Oqilov (do 23. 11.) Kokhir Rasulzoda (od 23. 11.)                                                                     |
| Thajsko                 |               | král Pchúmipchon Adunjadét (Ráma IX.)                                                                                            | Jinglak Šinavatra |
| Turecko                 |               | prezident Abdullah Gül | Recep Tayyip Erdoğan |
| Turkmenistán            |               | prezident Gurbanguly Berdimuhamedow                                                                                              | Gurbanguly Berdimuhamedow                                                                                                  |
| Uzbekistán              |               | prezident Islam Karimov | Šavkat Mirzijajev |
| Vietnam                 |               | prezident Trương Tấn Sang | Nguyễn Tấn Dũng |
| Východní Timor          |               | prezident Taur Matan Ruak | Xanana Gusmão |

## Evropa
| Název státu         | Státní vlajka | Hlava státu | Předseda vlády |
| ------------------- | ------------- | --- | --- |
| Albánie             |               | prezident Bujar Nishani | Sali Beriša (do 15. 9.) Edi Rama (od 15. 9.) |
| Andorra             |               | prezident François Hollande (zastupován Christianem Frémontem) a biskup Joan Enric Vives Sicília (zastupován Nemesim Marquesem Ostem).                                                                              | Antoni Martí Petit |
| Belgie              |               | král Albert II. (do 21. 7., abdikace) král Filip (od 21. 7.) | Elio Di Rupo |
| Bělorusko           |               | prezident Alexandr Lukašenko | Michail Mjasnikovič |
| Bosna a Hercegovina |               | Předsednictvo Nebojša Radmanović (Srb), Željko Komšić (Chorvat); Bakir Izetbegović (Bosňák) | Vjekoslav Bevanda |
| Bulharsko           |               | prezident Rosen Plevneliev | Bojko Borisov (do 13. 3.) Marin Raikov (13. 3. – 29. 5.) Plamen Oresharski (od 29. 5.)                                                                      |
| Černá Hora          |               | prezident Filip Vujanović | Milo Đukanović |
| Česko               |               | prezident Václav Klaus (do 7. 3.) prezident Miloš Zeman (od 8. 3.) | Petr Nečas (do 10. 7.) Jiří Rusnok (od 10. 7.) |
| Dánsko              |               | královna Markéta II. | Helle Thorningová-Schmidtová |
| Estonsko            |               | prezident Toomas Hendrik Ilves | Andrus Ansip |
| Finsko              |               | prezident Sauli Niinistö | Jyrki Katainen |
| Francie             |               | prezident François Hollande | Jean-Marc Ayrault |
| Chorvatsko          |               | prezident Ivo Josipović | Zoran Milanović |
| Irsko               |               | prezident Michael D. Higgins | Enda Kenny |
| Island              |               | prezident Ólafur Ragnar Grímsson | Jóhanna Sigurðardóttir (do 23. 5.) Sigmundur Davíð Gunnlaugsson (od 23. 5.)                                                                                 |
| Itálie              |               | prezident Giorgio Napolitano | Mario Monti (do 28. 4.) Enrico Letta (od 28. 4.) |
| Kypr                |               | prezident Dimitris Christofias (do 28.2.) prezident Nikos Anastasiadis (od 28. 2.) | Dimitris Christofias (do 28. 2.) Nikos Anastasiadis (od 28.2.)                                                                                              |
| Lichtenštejnsko     |               | kníže Hans Adam II. – regent Alois z Lichtenštejna | Klaus Tschütscher (do 27. 3.) Adrian Hasler (od 27. 3.) |
| Litva               |               | prezidentka Dalia Grybauskaitė | Algirdas Butkevičius |
| Lotyšsko            |               | prezident Andris Bērziņš | Valdis Dombrovskis |
| Lucembursko         |               | velkovévoda Henri | Jean-Claude Juncker (do 4. 12.) Xavier Bettel (od 4. 12.)                                                                                                   |
| Maďarsko            |               | prezident János Áder | Viktor Orbán |
| Makedonie           |               | prezident Ďorge Ivanov | Nikola Gruevski |
| Malta               |               | prezident George Abela | Lawrence Gonzi (do 11. 3.) Joseph Muscat (od 11. 3.) |
| Moldavsko           |               | prezident Nicolae Timofti | Vlad Filat (do 25. 4.) Iurie Leancă (25. 4. – 31. 5.) prozatímní Iurie Leancă (od 31. 5.)                                                                   |
| Monako              |               | kníže Albert II. | Michel Roger |
| Německo             |               | spolkový prezident Joachim Gauck | Angela Merkelová |
| Nizozemsko          |               | královna Beatrix (do 30. 4., abdikace) král Vilém-Alexandr (od 30. 4.) \|\|Mark Rutte | |
| Norsko              |               | král Harald V. | Jens Stoltenberg (do 16. 10.) Erna Solbergová (od 16. 10.)                                                                                                  |
| Polsko              |               | prezident Bronisław Komorowski | Donald Tusk |
| Portugalsko         |               | prezident Aníbal Cavaco Silva | Pedro Passos Coelho |
| Rakousko            |               | prezident Heinz Fischer | kancléř Werner Faymann |
| Rumunsko            |               | prezident Traian Băsescu | Victor Ponta |
| Rusko               |               | prezident Vladimir Putin | Dmitrij Medveděv |
| Řecko               |               | prezident Karolos Papulias | Antonis Samaras |
| San Marino          |               | kapitáni – regenti Teodoro Lonfernini a Denise Bronzetti (do 1. 4.) kapitáni – regenti Antonella Mularoni a Denis Amici (1. 4. – 1. 10) kapitáni – regenti Anna Maria Muccioli a Gian Carlo Capicchioni (od 1. 10.) | Teodoro Lonfernini a Denise Bronzetti (do 1. 4.) Antonella Mularoni a Denis Amici (1. 4. – 1. 10.) Anna Maria Muccioli a Gian Carlo Capicchioni (od 1. 10.) |
| Slovensko           |               | prezident Ivan Gašparovič | Robert Fico |
| Slovinsko           |               | Borut Pahor | Janez Janša |
| Spojené království  |               | královna Alžběta II. | David Cameron |
| Srbsko              |               | prezident Tomislav Nikolić | Ivica Dačić |
| Španělsko           |               | král Juan Carlos I. | Mariano Rajoy |
| Švédsko             |               | král Karel XVI. Gustav | Fredrik Reinfeldt |
| Švýcarsko           |               | prezident Ueli Maurer | Ueli Maurer |
| Ukrajina            |               | prezident Viktor Janukovyč | Mykola Azarov |
| Vatikán             |               | papež Benedikt XVI. (do 28. 2., rezignoval) státní sekretář Tarcisio kardinál Bertone (28. 2. – 13. 3.) dočasně papež František (od 13. 3.)                                                                         | státní sekretář Tarcisio kardinál Bertone (do 15. 10.) státní sekretář Pietro Parolin (od 15. 10.)                                                          |

## Severní Amerika
| Název státu               | Státní vlajka | Hlava státu | Předseda vlády                                        |
| ------------------------- | ------------- | --- | ----------------------------------------------------- |
| Antigua a Barbuda         |               | královna Alžběta II. – generální guvernérka Louise Lake-Tack                                                         | Baldwin Spencer                                       |
| Bahamy                    |               | královna Alžběta II. – generální guvernér Arthur Foulkes                                                             | Perry Christie                                        |
| Barbados                  |               | královna Alžběta II. – generální guvernér Elliott Belgrave                                                           | Freundel Stuart                                       |
| Belize                    |               | královna Alžběta II. – generální guvernér Colville Young                                                             | Dean Barrow                                           |
| Dominika                  |               | prezident Eliud Williams (do 2. 10.) prezident Charles Savarin (od 2. 10.) \|\| Roosevelt Skerrit                    |                                                       |
| Dominikánská republika    |               | prezident Danilo Medina                                                                                              | Danilo Medina                                         |
| Grenada                   |               | královna Alžběta II. – generální guvernér Carlyle Glean (do 7. 5.) generální guvernérka Cécile La Grenade (od 7. 5.) | Tillman Thomas (do 20. 2.) Keith Mitchell (od 20. 2.) |
| Guatemala                 |               | prezident Otto Pérez Molina                                                                                          | Otto Pérez Molina                                     |
| Haiti                     |               | prezident Michel Martelly                                                                                            | Laurent Lamothe                                       |
| Honduras                  |               | prezident Porfirio Lobo                                                                                              | Porfirio Lobo                                         |
| Jamajka                   |               | královna Alžběta II. – generální guvernér Patrick Allen                                                              | Portia Simpson Miller                                 |
| Kanada                    |               | královna Alžběta II. – generální guvernér David Johnston                                                             | Stephen Harper                                        |
| Kostarika                 |               | prezidentka Laura Chinchilla                                                                                         | Laura Chinchilla                                      |
| Kuba                      |               | prezident Raúl Castro                                                                                                | Raúl Castro                                           |
| Mexiko                    |               | prezident Enrique Peña Nieto                                                                                         | Enrique Peña Nieto                                    |
| Nikaragua                 |               | prezident Daniel Ortega                                                                                              | Daniel Ortega                                         |
| Panama                    |               | prezident Ricardo Martinelli                                                                                         | Ricardo Martinelli                                    |
| Salvador                  |               | prezident Mauricio Funes                                                                                             | Mauricio Funes                                        |
| Spojené státy americké    |               | prezident Barack Obama                                                                                               | Barack Obama                                          |
| Svatá Lucie               |               | královna Alžběta II. – generální guvernérka Pearlette Louisy                                                         | Kenny Anthony                                         |
| Svatý Kryštof a Nevis     |               | královna Alžběta II. – generální guvernér Sir Edmund Lawrence                                                        | Denzil Douglas                                        |
| Svatý Vincenc a Grenadiny |               | královna Alžběta II. – generální guvernér Frederick Ballantyne                                                       | Ralph Gonsalves                                       |
| Trinidad a Tobago         |               | prezident George Maxwell Richards (do 18. 3.) prezident Anthony Carmona (od 18. 3.)                                  | Kamala Persad-Bissessara                              |

## Jižní Amerika
| Název státu | Státní vlajka | Hlava státu | Předseda vlády |
| ----------- | ------------- | --- | --- |
| Argentina   |               | prezidentka Cristina Fernández de Kirchner (od 8. 10 do 18.11., ze zdravotních důvodů úřad nevykonávala) zastupující prezident Amado Boudou (8. 10. – 18. 11.) | Cristina Fernández de Kirchner (od 8. 10. do 18. 11. ze zdravotních důvodů úřad nevykonávala) Amado Boudou (8. 10. – 18.11. zastupující) |
| Bolívie     |               | prezident Evo Morales | Evo Morales |
| Brazílie    |               | prezidentka Dilma Rousseffová | Dilma Rousseffová |
| Ekvádor     |               | prezident Rafael Correa | Rafael Correa |
| Guyana      |               | prezident Donald Ramotar | Sam Hinds |
| Chile       |               | prezident Sebastián Piñera | Sebastián Piñera |
| Kolumbie    |               | prezident Juan Manuel Santos | Juan Manuel Santos |
| Paraguay    |               | prezident Federico Franco (do 15. 8.) prezident Horacio Cartes (od 15. 8.)                                                                                     | Federico Franco (do 15. 8.) Horacio Cartes (od 15. 8.)                                                                                   |
| Peru        |               | prezident Ollanta Humala | Juan Jiménez (do 31. 10.) César Villanueva (od 31. 10.)                                                                                  |
| Surinam     |               | prezident Dési Bouterse | Dési Bouterse |
| Uruguay     |               | prezident José Mujica | José Mujica |
| Venezuela   |               | prezident Hugo Chávez (do 5. 3., zemřel) dočasný prezident Nicolás Maduro (od 5. 3. – 19. 4.), poté zvolený prezident (od 19. 4.)                              | Hugo Chávez (do 5. 3., zemřel) Nicolás Maduro (od 5. 3. – 19. 4. dočasně), poté zvolen                                                   |

## Oceánie
| Název státu                  | Státní vlajka | Hlava státu                                                                    | Předseda vlády                                                               |
| ---------------------------- | ------------- | ------------------------------------------------------------------------------ | ---------------------------------------------------------------------------- |
| Austrálie                    |               | královna Alžběta II. – generální guvernérka Quentin Bryceová                   | Julia Gillardová (do 27. 6.) Kevin Rudd (27. 6.- 18.9.) Tony Abbott (18. 9.) |
| Federativní státy Mikronésie |               | prezident Manny Mori                                                           | Manny Mori                                                                   |
| Fidži                        |               | prezident Ratu Epeli Nailatikau                                                | Frank Bainimarama                                                            |
| Kiribati                     |               | prezident Anote Tong                                                           | Anote Tong                                                                   |
| Marshallovy ostrovy          |               | prezident Jurelang Zedkaia                                                     | Ruben Zackhras                                                               |
| Nauru                        |               | prezident Sprent Dabwido (do 11. 6.) prezident Baron Waqa (od 11. 6.)          | Sprent Dabwido (do 11. 6.) Baron Waqa (od 11. 6.)                            |
| Nový Zéland                  |               | královna Alžběta II. – generální guvernér Sir Jerry Mateparae                  | John Key                                                                     |
| Palau                        |               | prezident Johnson Toribiong (do 17. 1.) prezident Tommy Remengesau (od 17. 1.) | Johnson Toribiong (do 17. 1.) Tommy Remengesau (od 17. 1.)                   |
| Papua Nová Guinea            |               | královna Alžběta II. – generální guvernér Sir Michael Ogio                     | Sir Michael Somare                                                           |
| Samoa                        |               | náčelník Tufuga Efi                                                            | Tuilaepa Aiono Sailele Malielegaoi                                           |
| Šalomounovy ostrovy          |               | královna Alžběta II. – generální guvernér Frank Kabui                          | Gordon Darcy Lilo                                                            |
| Tonga                        |               | král Tupou VI.                                                                 | Tu'ivakano                                                                   |
| Tuvalu                       |               | královna Alžběta II. – generální guvernér Iakoba Taeia Italeli                 | Willy Telavi (do 1. 8.) Enele Sopoaga (1. 8. – 5. 8.,dočasně), (od 5. 8.)    |
| Vanuatu                      |               | prezident Iolu Abil.                                                           | Edward Natapei (do 23. 3.) Moana Carcasses Kalosil (od 23. 3.)               |

## Státy se sporným mezinárodním uznáním
| Název státu      | Státní vlajka | Hlava státu                 | Předseda vlády                                    |
| ---------------- | ------------- | --------------------------- | ------------------------------------------------- |
| Abcházie         |               | prezident Aleksandr Ankvab  | Leonid Lakerbaya                                  |
| Jižní Osetie     |               | prezident Eduard Kokojty    | Vadim Brovtsev                                    |
| Kosovo           |               | prezidentka Atifete Jahjaga | Hashim Thaçi                                      |
| Náhorní Karabach |               | prezident Bako Sahakyan     | Arayik Harutyunyan                                |
| Severní Kypr     |               | prezident Mehmet Ali Talat  | Derviş Eroğlu                                     |
| Palestina        |               | prezident Mahmúd Abbás      | Salam Fayyad (do 6. 6.) Rami Hamdallah (od 6. 6.) |
| Tchaj-wan        |               | prezident Ma Jing-ťiou      | Sean Chen (do 18. 2.) Jiang Yi-huah (od 18. 2.)   |
| Západní Sahara   |               | prezident Mohamed Abdelaziz | Abdelkader Taleb Oumar                            |